# Dvorac Jakovlje
Dvorac Oršić – Jakovlje, je dvorac u mjestu i općini Jakovlje, zaštićeno kulturno dobro.

## Opis
Dvorac do kojeg vodi aleja divljih kestena nalazi se na povišenom terenu, u središtu naselja Jakovlje. Sagrađen je u drugoj polovini 18. stoljeća kao jednokatna kurija, početkom 19. stoljeća proširen je dogradnjom dvaju bočnih krila da bi u drugoj polovini istog stoljeća dobio novu pročeljnu dekoraciju te altanu glavnog pročelja. Tada nastaje i dominantno, središnje, neobarokno stubište u interijeru središnjeg krila. Prostor uokolo dvorca bio je uređen i podijeljen u nekoliko cjelina. Prilazna aleja vodila je kroz gospodarski prostor s lateralno položenim gospodarskim građevinama do perivoja pred samim dvorcem. Iza dvorca bile su geometrijski organizirane površine s povrtnjacima.

## Zaštita
Pod oznakom Z-2440 zaveden je kao nepokretno kulturno dobro – pojedinačno, pravna statusa zaštićena kulturnog dobra, klasificirano kao "sakralna graditeljska baština".